# Tadehagi pseudotriquetrum
Tadehagi pseudotriquetrum är en ärtväxtart som först beskrevs av Dc., och fick sitt nu gällande namn av Y.C.Yang och Pu Hwa Huang. Tadehagi pseudotriquetrum ingår i släktet Tadehagi och familjen ärtväxter. Inga underarter finns listade i Catalogue of Life.